# Chlorichaeta albipennis
Chlorichaeta albipennis är en tvåvingeart som först beskrevs av Friedrich Hermann Loew 1848.  Chlorichaeta albipennis ingår i släktet Chlorichaeta och familjen vattenflugor. Inga underarter finns listade i Catalogue of Life.